# Ward (Colorado)
Ward es un pueblo ubicado en el condado de Boulder en el estado estadounidense de Colorado. En el año 2000 tenía una población de 169 habitantes y una densidad poblacional de 112,7 personas por km².

## Geografía
Ward se encuentra ubicada en las coordenadas 40°4′20″N 105°30′36″O / 40.07222, -105.51000.

## Demografía
Según la Oficina del Censo en 2000 los ingresos medios por hogar en la localidad eran de $33.750, y los ingresos medios por familia eran $50.313. Los hombres tenían unos ingresos medios de $26.250 frente a los $28.750 para las mujeres. La renta per cápita para la localidad era de $14.900. Nadie de la población estaba por debajo del umbral de pobreza.